# Alla larga amigos, oggi ho il grilletto facile...
Alla larga amigos, oggi ho il grilletto facile (Los fabulosos de Trinidad) è un film del 1972 diretto da Ignacio F. Iquino.